# Robby McCrorie
Robby McCrorie (* 18. März 1998 in Dailly) ist ein schottischer Fußballtorhüter, der beim FC Kilmarnock unter Vertrag steht. Sein Zwillingsbruder Ross McCrorie spielt als Mittelfeldspieler bei Bristol City.

## Karriere

### Verein
Der aus Dailly stammende McCrorie kam als 14-Jähriger zu den Glasgow Rangers. Ab dem Jahr 2017 stand er an einigen Spieltagen im Kader der ersten Mannschaft der Rangers, blieb aber ohne Einsatz. Ab Juli 2017 wurde der Torhüter an die in der vierten Liga spielenden Berwick Rangers verliehen. Als Stammtorhüter absolvierte er in der Saison 2017/18 insgesamt 33 Ligaspiele, in denen er achtmal ohne Gegentor blieb. Zwischenzeitlich hatte er im Dezember 2017 seinen Vertrag bei den Glasgow Rangers bis 2022 verlängert. Ab Januar 2019 folgte eine halbjährige Leihe zum Zweitligisten Greenock Morton. Im Anschluss daran folgte eine weitere Leihstation zu Queen of the South die ab Juli 2019 lief. Im Januar 2020 wurde die Leihe zum Zweitligisten vorzeitig beendet und McCrorie wurde an den FC Livingston weiterverliehen, bei dem er den verletzten Torhüter Ryan Schofield – und dem zu Aston Villa zurückkehrenden Matija Šarkić – vertrat. Bis zum coronabedingten Abbruch der Saison kam er achtmal zum Einsatz. Nachdem McCrorie seinen Vertrag in Glasgow im Juli 2020 bis 2023 verlängert hatte, ging es für ihn als Leihspieler erneut nach Livingston. Seinen Platz als Stammtorhüter verlor er bei den „Löwen“ in der Saison 2020/21 an Max Stryjek, nachdem David Martindale das Traineramt übernommen hatte. Nach seiner Rückkehr nach Glasgow war McCrorie Ersatztorhüter.
Im Juli 2024 unterschrieb er einen Zweijahresvertrag beim FC Kilmarnock.

### Nationalmannschaft
Robby McCrorie durchlief die gesamten Juniorennationalmannschaften von Schottland, beginnend mit der U15 im Jahr 2012. Mit der U17-Nationalmannschaft nahm er 2014 und 2015 an der Europameisterschaft dieser Altersklasse teil. Mit der U21 spielte McCrorie 2018 beim Turnier von Toulon. Im September 2020 wurde er zum ersten Mal in den Kader der A-Nationalmannschaft berufen, blieb bisher aber ohne Einsatz.

## Erfolge
- Schottischer Pokalsieger: 2022
- UEFA-Europa-League-Finalist: 2022